# 1758 az irodalomban
Az 1758. év az irodalomban.

## Események
- december 20-án írja Mikes Kelemen a Törökországi levelek utolsó levelét (az elsőt 1717. október 10-én.)

## Megjelent új művek

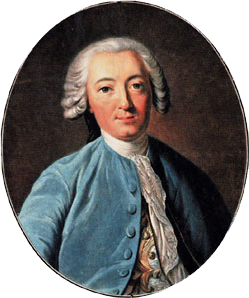
Helvétius

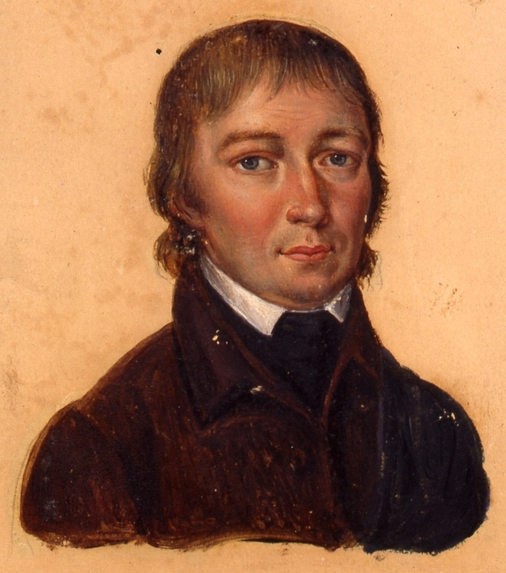
Valentin Vodnik

- Helvétius francia materialista filozófus fő műve: De l'esprit (A szellemről). Könyvét sokan támadták, végül betiltották és elégették.
- Denis Diderot: Discours sur la poésie dramatique (A drámai költészetről).
- Horace Walpole angol író: Catalogue of the royal and noble authors of England, Scotland and Irland.
- Salomon Gessner „prózai eposza”:[1] Der Tod Abels (Ábel halála).

### Dráma
- Diderot: Le Père de famille (A családapa) című színpadi műve.

## Születések
- február 3. – Valentin Vodnik, az első jelentős szlovén költő, a nemzeti újjászületés híve, tanár, szótárkészítő és szerkesztő († 1819)
- február  (vagy 1757. február) – Julian Ursyn Niemcewicz lengyel költő, író, drámaíró, államférfi († 1841)
- október 16. – Noah Webster amerikai pedagógus, nyelvész, lexikográfus († 1843)

## Halálozások
- január 7. – Allan Ramsay skót népköltő, népdalgyűjtő (* 1686)